# Política de visados de Corea del Sur
Corea del Sur mantiene una lista de acuerdos de exención de visa y una lista de entrada sin visa designada con países no incluidos en esas listas que requieren una visa para ingresar al país. Además, los extranjeros que deseen participar en ciertas actividades como trabajo diplomático, empleo remunerado, estudio o residencia deben solicitar la visa correspondiente antes de realizar esa actividad en el país.

## Mapa de la política de visas

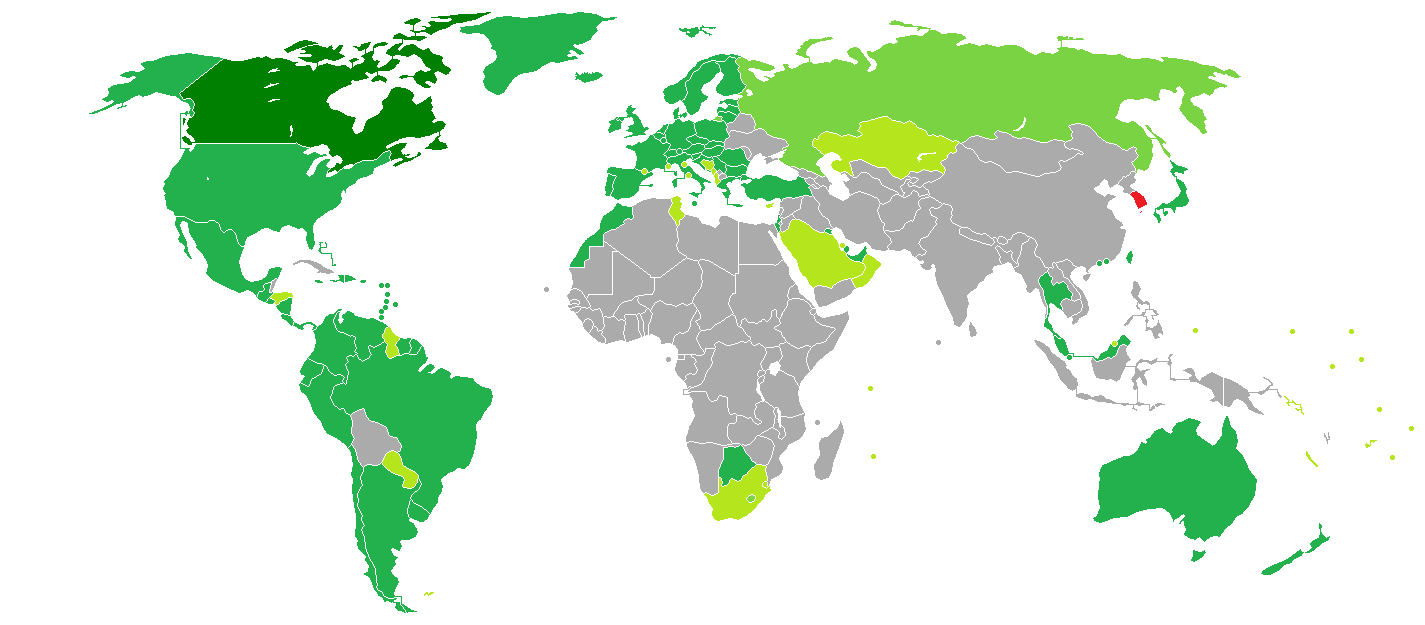
Mapa de países con acuerdos de exención de visa o entrada sin visa con Corea del Sur

## Entrada sin visa
180 días
- Canadá

90 dias
- Ciudadanos de la Unión Europea (excepto Chipre )
- Antigua y Barbuda
- Australia
- Bahamas
- Barbados
- Brasil
- Chile
- Colombia
- Costa Rica
- Dominica
- República Dominicana
- Ecuador
- El Salvador
- Granada
- Guatemala
- Haití
- Hong Kong

- Islandia
- Israel
- Jamaica
- Japón
- Kuwait
- Liechtenstein
- Macao
- Malasia
- México
- Marruecos
- Nueva Zelanda
- Nicaragua
- Noruega
- Panamá
- Perú
- San Cristóbal y Nieves

- Santa Lucía
- San Vicente y las Granadinas
- Serbia
- Singapur
- Surinam
- Suiza
- Taiwán
- Tailandia
- Trinidad y Tobago
- Turquía
- Emiratos Árabes Unidos
- Estados Unidos
- Uruguay
- Venezuela

60 días
- Lesoto
- Rusia

30 días
- Albania
- Andorra
- Argentina
- Baréin
- Bosnia y Herzegovina
- Botsuana
- Brunéi
- Chipre
- Eswatini
- Fiyi
- Guam
- Guayana

- Honduras
- Kazajistán
- Kiribati

- Islas Marshall

- Mauricio

- Micronesia

- Mónaco
- Montenegro
- Nauru
- Nueva Caledonia
- Omán
- Palau

- Paraguay
- Catar
- Samoa
- San Marino
- Arabia Saudita
- Seychelles
- Islas Salomón
- Sudáfrica

- Tonga

- Tuvalu
- Ciudad del Vaticano